# Гедда Ойленберґ
Гедда Оленберґ (нім. Hedda Eulenberg, 6 березня 1876 — 13 вересня 1960) — німецька перекладачка, письменниця й мовознавиця. Драматургиня, автобіографка.

## Життєпис
Народилася в Мейдеріху (сьогодні частина Дуйсбурга) в провінції Пруссія Рейн, в родині Вільгельма Маасе, музичного керівника. Успішно склала екзамен та вступила до вищої школи 1893 році Luisenschule в Дюссельдорфі. 1897 року в Берліні одружилася з автором Артуром Меллером ван ден Бруком, якого знала ще з часів школи в Дюссельдорфі. 1901 — познайомилася з письменником Гербертом Ейленбергом у Берліні на прем'єрі його п'єси « Мюнхгаузен». Того ж року її чоловік утік до Франції з політичних та економічних причин.
1901 — Гедда Оленберґ опублікувала 10 томів перекладів творів Едгара По, а потім переклад роману Жанни Марні «Femme de Silva (Die Gattin)», виданого Джуліусом Бардом наступного року. 1903 — опублікувала німецький переклад роману "Жерміналь" Еміля Золя.
1904 — розлучилася з чоловіком та пошлюбила Герберта Ейленберга. У 1905 вони переїхали в Kaiserswerth поблизу Дюссельдорфа, де Оленберґ працювала драматургинею в Schauspielhaus театрі під керівництвом Луї Дюмона. У новому домі вона розпочала перші переклади Гі де Мопассана, Чарльза Діккенса та подальших робіт Еміля Золя. До 1936 року її численні німецькі переклади видавали Макс Брунс,  [Архівовано 21 лютого 2021 у Wayback Machine.]Reclam Німфенбургер Верлаг (Мюнхен) та інші видавництва. Одночасно вона публікувала численні газетні статті, переважно про монізм.
1936 — нацистська влада розпочала переслідування Гедди Оленберґ та Герберта Ейленберга, щоб знищити їх економічне та інтелектуальне існування. Під час цього кілька членів її сім'ї були заарештовані та відправлені до концтабору, і Оленберґ уже не могла знайти німецького видавця, готового до публікації її творів.
Після 1945 року вона знову повернулася до роботи, яку довелося припинити в 1936 році. 1952 — вийшла її автобіографія Im Doppelglück von Kunst und Leben. 1956 — повернулася до перекладів Анрі Тройата, Івет Гільберт та Томаса Берка, всі видані Генріхом Дросте в Дюссельдорфі. 
13 вересня 1960 року Гедда Оленберґ померла в Кайзерсверті в її резиденції Haus Freiheit («Будинок Свободи»).

## Літературні твори
- Im Doppelglück von Kunst und Leben. Дюссельдорф: Die Faehre, [1952].
- Абгесанг. Дюссельдорф: Die Faehre, [1952]